# Lužany pri Topli
Lužany pri Topli – wieś (obec) na Słowacji w kraju preszowskim, powiecie Svidník.
Lužany pri Topli położone są w historycznym kraju Szarysz na szlaku handlowym z Węgier do Polski. Pierwsze wzmianki o wsi pochodzą z roku 1370.